# Otok Howland
Otok Howland je otok u Tihom oceanu i pripada SAD-u kao nepripojen teritorij.
Nalazi se na koordinatama 0° 48′ 0" sjeverne zemljopisne širine i 176° 38′ 0" zapadne zemljopisne dužine (središnji Tihi ocean) i ima površinu od ca. 2 km². Okružen je od koraljnog grebena (u biti je nenastanjeni atol) i nenastanjen je.
Nalazi se 3.100 km (1.675 nm jugozapadno od Honolulua), odnosno na pola puta od Havaja do Australije. 
U upravnom sustavu SAD-a, tretira ga se kao neuključeno ("unincorporated territory"), neorganizirano područje ("unorganized territory").
Dijelom je Malih udaljenih otoka SAD-a.

## Povijest
Pripada SADu od 1857. godine. U 19. stoljeću su vadili guano na tom otoku. S prestankom postojanja guana završava ekonomski interes za taj otok.
Gdine 1935. prokušao se nastaniti otok Howland (kao i otok Baker i otok Jarvis). Stoga se dovelo četiri osobe s Havaja na brodu zvanom Itasca na taj otok. To malo naselje na zapadnoj strani otoka je nazvana po brodu i to Itascatown. Godine 1942. taj pokus nastanjenja je prekinut radi izbijanja drugog svjetskog rata i civile su evakuirali.
Veći zemljovid se može pogledati u zbirci Perry-Castañeda Library Map Collection, odjel Australija/Oceanija:
http://www.lib.utexas.edu/maps/australia.html
Howland Island National Wildlife Refuge čine 1,84 km² otoka i okolnih 129,80 km² zemljišta pod morem. 
Otok je danas "National Wildlife Refuge", kojim upravlja U.S. Fish and Wildlife Service kao otočnim područjem ("insular area"), sve pod Ministarstvom unutarnjih poslova SAD-a ("United States Department of the Interior").
Na atolu nema gospodarskih djelatnosti. Najpoznatiji je po činjenici što je to otok do kojeg Amelia Earhart nikad nije uspjela doći.
Obrana je odgovornost SAD-a.
Otok posjećuje svake dvije godine U.S. Fish and Wildlife Service.
Razasuti ostatci trgova i inih artefakata pokazuju sporadičnu prijašnju polinežansku nazočnost. Ipak, otok Howland je bio nenaseljen kada su ga zaposjele SAD 1857. godine, polažući pravo na njega temeljem Zakona o otocima s guanom ("Guano Islands Act") iz 1856.
Njegove naslage guana su vadile i temeljito iskoristile tvrtke iz SAD-a i UK-a tijekom druge polovine 19. stoljeća.
Godine 1935. bio je kratki pokušaj naseljavanja otoka, kao dio većeg projekta kojeg je vodio Department of Commerce, s ciljem za uspostaviti stalnu američku nazočnost na Ekvatorskim otocima. Počelo je s rotiranjem stanovništva od četvero alumni i studenata iz Kamehamehanske muške škole (vojne škole u Honoluluu). Iako su novaci potpisali da će kao sudionici znanstvene ekspedicije očekivano provesti tri mjeseca na zadatku, skupljajući botaničke i biološke uzorke, čim su se našli na moru, rečeno im je ""Vaša imena će ići u povijest" i da će otoci biti razvijeni u "slavne četiri zrakoplovne baze na stazi koja će spajati Australiju s Kalifornijom".
Naselje Itascatown, blizu plaže na otočnoj zapadnoj strani, je bile najobičnija skupinica od desetak malenih drvenih nastambica i šatora. Rečeno naselje je nosilo ime po plovilo američke obalne straže koje je dovelo "naseljenike" i koje je održavalo redovne veze između otoka za tog razdoblja.
Naseljenici su dobili velike zalihe konzervirane hrane, vodu i ostale potrepštine, uključujući hladnjak koji je bio na naftni pogon, krugovalnu opremu, komplete medicinskog pribora i (tada sasvim normalno) velike količine cigareta. Obogaćivali su prehranu ribolovom. Većina njihova rada se sastojala u praćenju vremena svaki sat i postupno razvijanje i izgradnja podgradnje na otoku, u što je ulazilo i raščšćavanje sletišta za zrakoplove. 
Slične projekte se započelo na obližnjim otocima Bakeru, Jarvisu i još dvama otocima.
Otok Howland je bio predviđena postaja za gorivnu opskrbu američkoj zrakoplovici Ameliji Earhart i navigatoru joj Fredu Noonanu na njihovom letu oko svijeta 1937. godine. WPA zaklade su bile korištene za za izgradnju triju sletišta na atolu te godine. Poletili su iz mjeta Laea u Novoj Gvineji, i na otoku su zaprimili poruke krugovaom od Earhartovice, kada se njihov zrakoplov približio otoku. Međutim, niti zrakoplov niti zrakoplovci nisu nikad više viđeni. 
Japanski zračni napadi 8. prosinca 1941. s 14 bombardera dvomotoraca su ubili dvoje kolonista Kamehameha School (poginuli su Richard "Dicky" Kanani Whaley i Joseph Kealoha Keli'hananui) početkom američkog sudjelovanja u Drugom svjetskom ratu. Dva dana kasnije, japanska podmornica je granatirala ostatke vladine kolonije, i ono malo preostalih građevina pretvoreno je u ruševine. Dvoje preživjelih evakuirao je američki razarač 31. siječnja 1942. godine. Otok je okupirao bataljun američkih marinaca (US Marines) koncem 1943. Tada je na njemu bila „Howland Naval Air Station”, Howlandska mornaričko-zračna postaja, koja je postojala jedno kratko vrijeme. Napuštena je nakon rata. Kolonizacijski projekti na druga četiri otoka također je ometao rat, i okončani su u isto vrijeme.
Do 1970-ih, Howland su osvojile podivljalih domaćih mačaka, potomaka iste vrste koju su sa sobom donijeli raniji ljudski doseljenici. Mačke se postupno maklo s otoka tijekom 1980-ih, tako da je područje bilo određeno kao utočište za ptice i divlje vrste. Ipak, napušteni vojni ostatci iz Drugog svjetskog rata i dalje su predmetom zabrinutosti. Radio amateri su, uz dopuštenje, nekoliko puta posjetili otok tijekom 1990-ih i 2000-ih. Godine 2006., nedopušteno prolaženje komercijalnih ribarskih brodova i njihovih helikoptera je naveden kao ozbiljan problem.
Javnosti je pristup na otok moguć samo uz posebnu dopusnicu koju je izdala "U.S. Fish and Wildlife Service", a u pravilu je izdavanje ograničeno samo na znanstvenike i edukatore. Predstavnici agencije posjećuju otok prosječno jednom svake dvije godine, često koordinirajući prijevoz s amaterskim radio-operaterima Obalne straže SAD-a, za smanjiti velike troške koje iziskuje odlazak na ovaj daleki atol.
Vidi još: Povijest Tihooceanskih otoka

## Zemljopis
Otok se nalazi u nasred Tihog oceana, malo sjevernije od polutara, na 0°48' sjeverne zemljopisne širine i 176°38' zapadne zemljopisne dužine. 
Površinom je mali, tek 1,84 četvorna kilometra (455 arâ) i sa 6,4 km obalne crte. Otok je izduljena oblika po osi sjever-jug. 
Klima je polutarska (ekvatorijalna), uz malo padalina i snažnim suncem. Temperature su nešto skromnijih vrijednosti, glede zemljopisnog položaja, jer s istoka puše stalan vjetar. 
Zemljište je nisko i pješčano. 
Koraljni otok je okružen uskim grebenom koji ima blago izdignut središnji predjel. Najviša točka je na 6 metara iznad morske razine.
Nema prirodnih izvora slatke vode. 
Krajobraz karakterizira raštrkana trava s ležećim biljem i niskorastućim grmljem.
Svjedok iz 1942. godine je u svom naveo   „mali gaj mrtvih ili umirućih kou-drveća na niskom brijegu nasred otoka”, ali 58 godina kasnije, 2000. godine, posjetitelj koji je bio skupa sa znanstvenom ekspedicijom, dao je izvješće u kojem tvrdi da je vidio „buldožerom poravnanu ravnicu koraljnog pijeska, bez ijednog drveta” i nešto tragova građevinskih ruševina. Howland je primarno stanište za gniježđenje, odmor, spavanje i hranjenje morskim i obalnim pticama, kao i morskoj divljini. SAD je proglasio ekskluzivnu ekonomsku zonu u polumjeru od 200 nm (370 km) i teritorijalno more u polumjeru od 12 nm (22 km) oko otoka. 

## Vremenska zona
UTC ovog otoka je -12.

## Promet
Nema luka ni pristaništa. Opasnost od brodske havarije zbog grebena i hridi. Postoji jedno sidrište na sredini pješčane plaže na zapadnoj obali.

### Kamakaiwi Field
Zemljište za rudimentarno sletište za zrakoplove je poravnano i raščišćeno sredinom 1930-ih, očekivajući da bi otok mogao biti rabljen kao odmorište za komercijalne prekotihooceanske zračne rute, kao i za daljnje američke teritorijalne zahtjeve u tom pomorju.
Godine 1937. tri  zemljane piste je sagradio Ured za zračnu trgovinu (Bureau of Air Commerce), za omogućiti suvremenom dvomotorcu Amelije Earhart Lockheed L-10E Electra imati predviđeno odmorište za nalijevanje goriva na njenom putu oko svijeta. Kompleksu je nadjeveno ime Kamakaiwi Field po James Kamakaiwiju, mladom Havajcu koji je došao s prvom skupinom od četvero naseljenika, bio izabran za vođu iste skupine i koji je proveo tri godine na Howlandu, puno više od prosječnog novaka. Ovo sletište je bilo nazivano i kao WPA Howland Airport (jer WPA je pridonijela s 20% od 12.000 $ troška). Zračna luka nikad nije rabljena, a onda je pretrpila opetovana oštećivanja tijekom 2. svjetskog rata .
Ironično, iako je atol naseljen 1935. kao budući zrakoplovstveni kompleks i u popularnoj kulturi ga se povezuje gotovo isključivo u njegovoj svezi s posljednjim letom A. Earhart i Noonana, ne zna se ni za jedan zrakoplov da je ikad sletio na otok Howland.

### Earhart Light
Earhart Light is a day beacon ili navigacijska oznaka oblikovana kao mali svjetionik (bez osvjetljenja), oličena širokim prugama. Nakana pri izgradnji ovog objekta je bila da ova oznaka bude vidljiva i miljama daleko za dnevnog svjetla.

Nalazi se blizu mjesta za izvlačenje brodova, na sredini zapadne obale, pokraj ostataka Itascatowna. . Djelimice je srušena za vrijeme drugog svjetskog rata pri japanskim napadima, a kasnije je obnovljena.

Po stanju 2000. godine, ova građevina pokaziva znake urušavanja, a nije oličena desetljećima.

## Stranica o alternativnoj povijesti
Otoci Howland, Baker i Jarvis su bili subjektom internetske alternativno povijesne varke, koju je sastavio Stephen Abbott,  politički konzultant i očigledno plodni autor u ovom žanru. 
Abbottove izmišljene Službene vladine stranice Republike Howland, Baker and Jarvis   Arhivirana inačica izvorne stranice od 2. siječnja 2006. (Wayback Machine) (nisu bile radile u veljači 2006.), opisivala je (većinom bez slika) naseljeno, naprjedujuće turističko odredište na otocima Howlandu i Bakeru, uključujući krivotvorenu natuknicu  Arhivirana inačica izvorne stranice od 25. prosinca 2005. (Wayback Machine) u CIA-inom "CIA World Factbook", elaborirane podatke o putovanju do onamo i turizmu, kao i izmišljene zračne i morske prometne informacije. Abbott je dao ovoj izmišljotini najveću dubinu s alternativnoj poviješću i vladom, upotpunjenom s ustavom i uz dodatak simuliranih mjesnih vijestiju.
Ranih 2000-ih, visoka rangiranost ove internetske stranice na raznim tražilicama je prouzročila zbunjenost među nekim internetskim korisnicima koji nisu bili svjesni fikcijske naravi navedene internetske stranice. 

Iako je starija inačica navedene stranice sadržavala sitnu poveznicu, naslovljenu  (Too good to be true? Click here and find out) Objašnjenje i odricanje od odgovornosti  Arhivirana inačica izvorne stranice od 25. prosinca 2005. (Wayback Machine), u rujnu 2005. ova poveznica je bila prikazana mnogo upadljivije na glavnoj stranici.

## Vanjske poveznice
- Geography, history and nature on Howland Island  Arhivirana inačica izvorne stranice od 26. veljače 2014. (Wayback Machine) Povijest, zemljopis i priroda na otoku
- Howland Island day beacon  Arhivirana inačica izvorne stranice od 5. travnja 2007. (Wayback Machine)
- Eyewitness account of the Japanese raids on Howland Island (includes a grainy photo of Itascatown)  Arhivirana inačica izvorne stranice od 5. veljače 2015. (Wayback Machine) Svjedočenja o japanskim napadima (ima slika Itascatowna)
- Howland Island National Wildlife Refuge  Arhivirana inačica izvorne stranice od 7. veljače 2005. (Wayback Machine)
- 'Voyage of the Odyssey' - slike i putoslov
- Howland Island at Infoplease Otok Howland na Infopleaseu